# Estadio Heriberto Jara Corona
El Estadio Heriberto Jara Corona es la casa del Club Deportivo Poza Rica, se ubica en la parte norte de la ciudad de Poza Rica, Veracruz, México. Tiene en la actualidad como deporte principal el fútbol. Se caracteriza por albergar los eventos más importantes del deporte en la ciudad.
Fue casa de los Petroleros de Poza Rica en la Liga Mexicana de Béisbol en todas las etapas en las que participó en la liga, tras la desaparición del Parque Jaime J. Merino se convirtió en la nueva casa de los Petroleros desde la temporada de 1970  hasta su última temporada en 2006.